# Orientalisierende Architektur

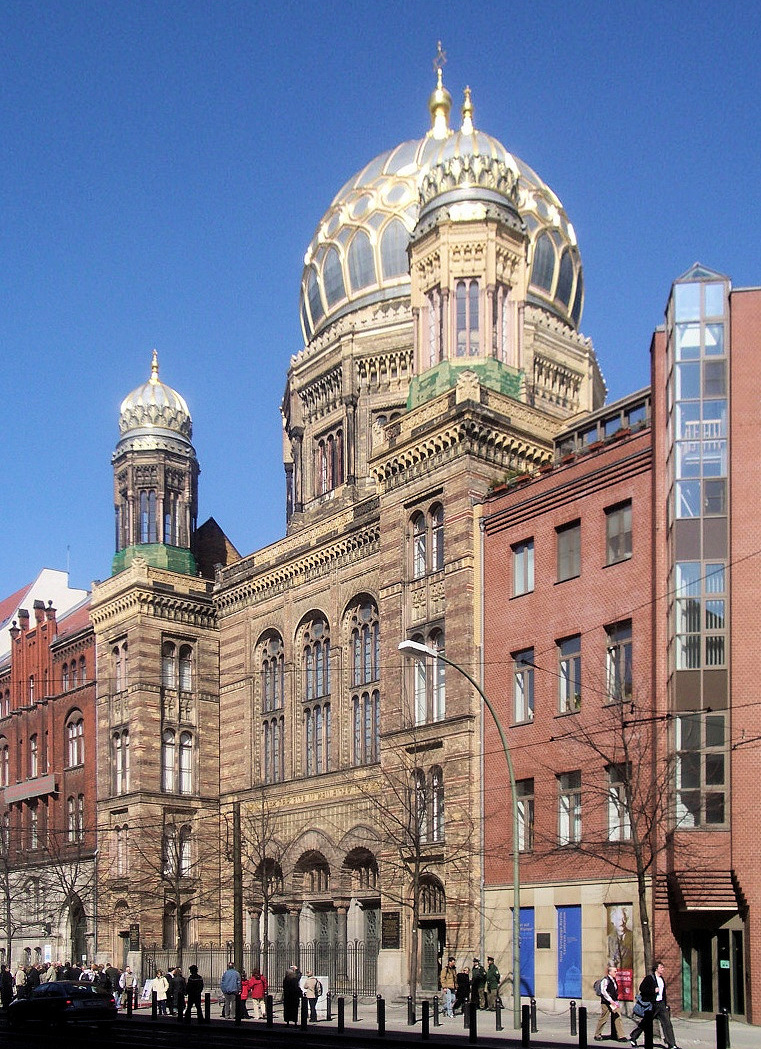
Ein Berliner Wahrzeichen im „maurischen“ Stil: Die Neue Synagoge (1866 eingeweiht, teilweise 1938 zerstört)

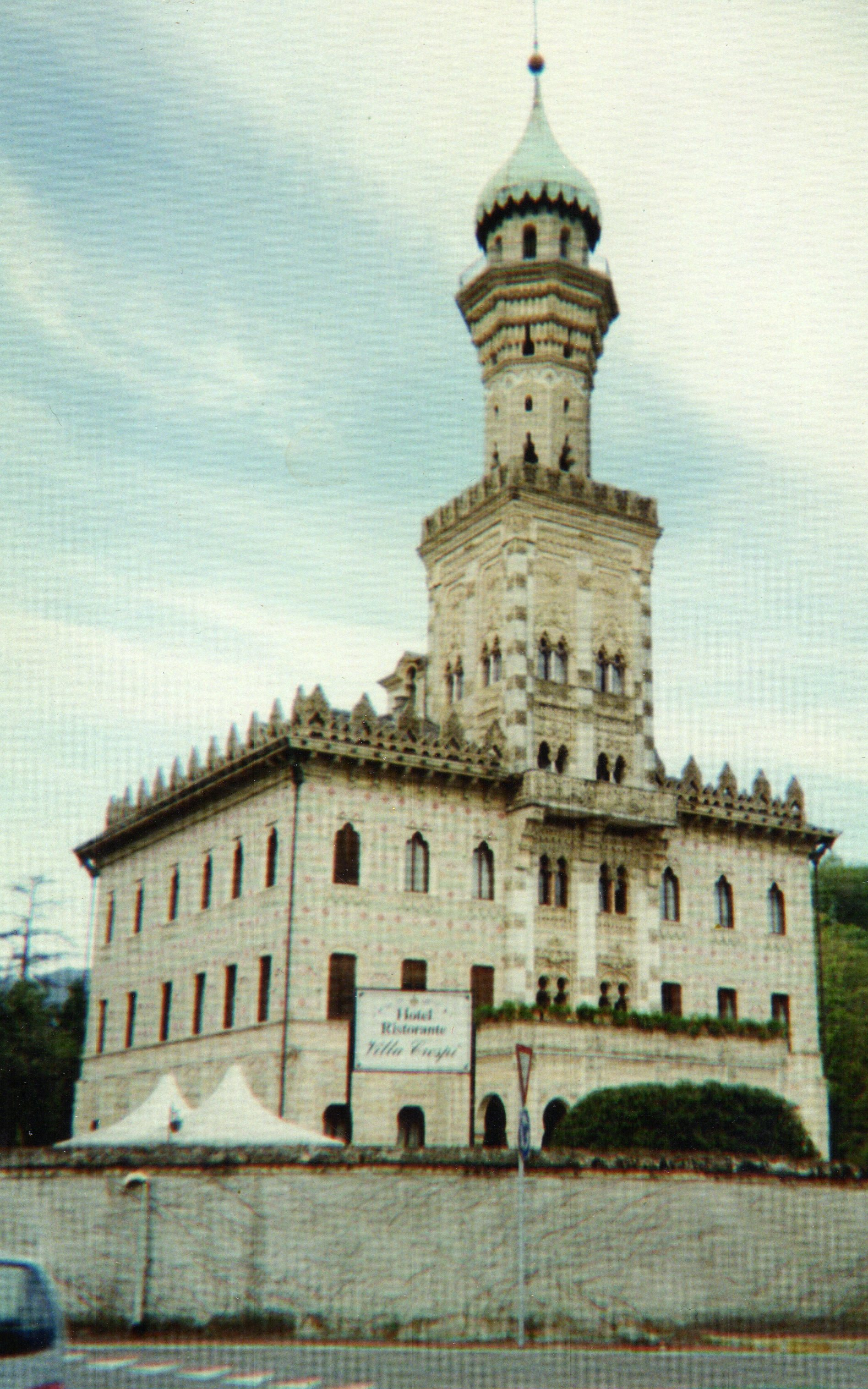
Villa Crespi, ein 1879 erbautes Haus mit Minarett für einen Industriellen mit Orientkontakten

Als orientalisierende Architektur werden Bauwerke bezeichnet, die in Form und Dekor orientalische Bauformen imitieren oder zitieren. Es handelt sich dabei um eine Variante des Historismus, die in Zusammenhang mit dem Orientalismus in der Kunst zu sehen ist.
Motive orientalischer Architektur treten bereits als Versatzstücke in zahlreichen Schlossgärten des 18. Jahrhunderts auf. Beispiele sind etwa die „Moschee“ im Park von Schloss Schwetzingen, entsprechende Bauten in Eisgrub (Lednice) oder Kew. Aus dieser Zeit stammen auch zahlreiche „Pagoden“. Auch das um die Mitte des 19. Jahrhunderts errichtete Dampfmaschinenhaus in Form einer Moschee zählt zu dieser Art von exotischer Staffage. Das maurische Andalusien, der Nahe und Ferne Osten sowie die Mogularchitektur Indiens dienten als bevorzugte Vorbilder. Wie bei dem durch Napoléons Ägyptenfeldzug stimulierten Neuägyptischen Stil spielten auch militärische und Handelsverbindungen eine Rolle. Dabei löste die militärische Überlegenheit der europäischen Mächte und, speziell in Mitteleuropa, der Wegfall der jahrhundertelangen Bedrohung durch die Türkenkriege einen freieren und zum Teil romantisierenden Umgang mit Stilelementen der östlichen Kulturkreise aus. Orientalisierende Palastarchitektur schufen John Nash in Brighton mit seinem Royal Pavilion (1815–1822), und wenig später der britische Architekt Edward Blore mit dem Palast des Michail Semjonowitsch Woronzow in Alupka auf der Krim. Im ausgehenden 19. Jahrhundert tritt dazu noch das Motiv der wachsenden handelmäßigen Verknüpfung und die Verwendung exotischer Architekturen als Element der Reklame, so bei der Yenidze-Zigarettenfabrik in Dresden, bei der orientalisierenden Zacherlfabrik in Wien (der Rohstoff des Zacherl’schen Mottenpulvers, Pyrethrum, stammte aus dem vorderen Orient), und bei der Villa Crespi eines Baumwollindustriellen mit intensiven Handelskontakten in den arabischen Raum.
Generell wurde im Historismus orientalisierendes Dekor als Teil des zur Verfügung stehenden Vorrats an symbolisch einsetzbaren Stilelementen gesehen und für spezialisierte Bauaufgaben angewendet, etwa für Synagogen, für die der „maurische Stil“ eine Zeit lang typisch wurde. Beispiele dafür sind die Semper-Synagoge in Dresden, der Leopoldstädter Tempel in Wien und die Dohány-Synagoge in Budapest. Ähnliches galt für die Ritualarchitektur zahlreicher zwischen 1870 und 1930 errichteter Freimaurertempel in den USA, namentlich für Bauten der Shriners.
Besondere Bedeutung hatte die maurische Variante des Historismus in Spanien, wo sie als unmittelbarer Rückgriff auf die eigene Geschichte gesehen werden konnte (Neo-Mudéjar-Stil oder Neomaurischer Stil). Auch Antoni Gaudí inspirierte sich, vor allem in seinen Frühwerken, am maurischen Erbe, etwa bei der Casa Vicens oder beim Bischofspalast von Astorga. In Andalusien wurde der Neo-Mudéjar Stil vor allem bei den Ausstellungsvorhaben von 1929 populär, typisch etwa bei der Plaza de España (Sevilla) und beim Gran Teatro Falla in Cádiz. In Madrid erhielten um 1900 viele Wohnbauten Neo-Mudéjar-Dekor. Aus den 1920er Jahren stammen die Las Ventas Stierkampfarena und das Bürogebäude der Zeitung Diario ABC.
Orientalisierendes Dekor wurde auch im Bereich der Vergnügungsindustrie eingesetzt und zur Belehrung, namentlich bei Weltausstellungen, in Vergnügungsparks und -lokalen (beispielsweise Vauxhall (London), Tivoli (Kopenhagen) und Bataclan (Paris)). Sehr beliebt war die Verwendung exotischer Stile bei Großkinos der Stummfilmzeit (siehe etwa Grauman’s Chinese Theatre, Grauman’s Egyptian Theatre), oder das Fox Theatre in Atlanta. Auch im Rahmen von zoologischen Gärten kam orientalisierende Architektur zur Verwendung. Zahlreiche Kaffeehäuser und -kioske wurden, wieder im Hinblick auf die orientalische Herkunft des Getränks, im maurischen Stil gestaltet.

## Beispiele im Bild

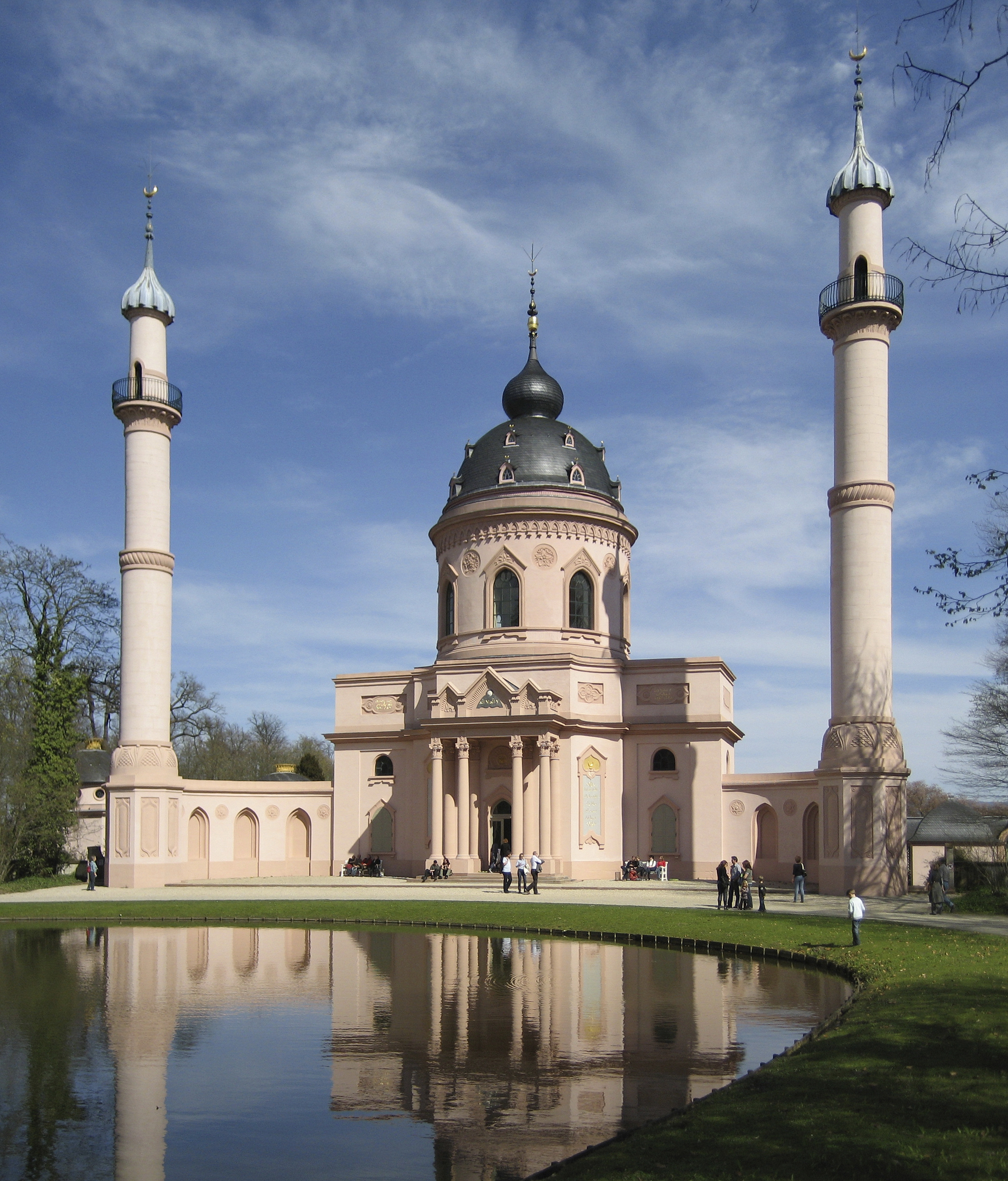
Die „Rote Moschee“ im Schwetzinger Schlossgarten war nie als islamisches Gotteshaus gedacht. Sie wurde als Gartenfolly zwischen 1779 und 1793 erbaut.
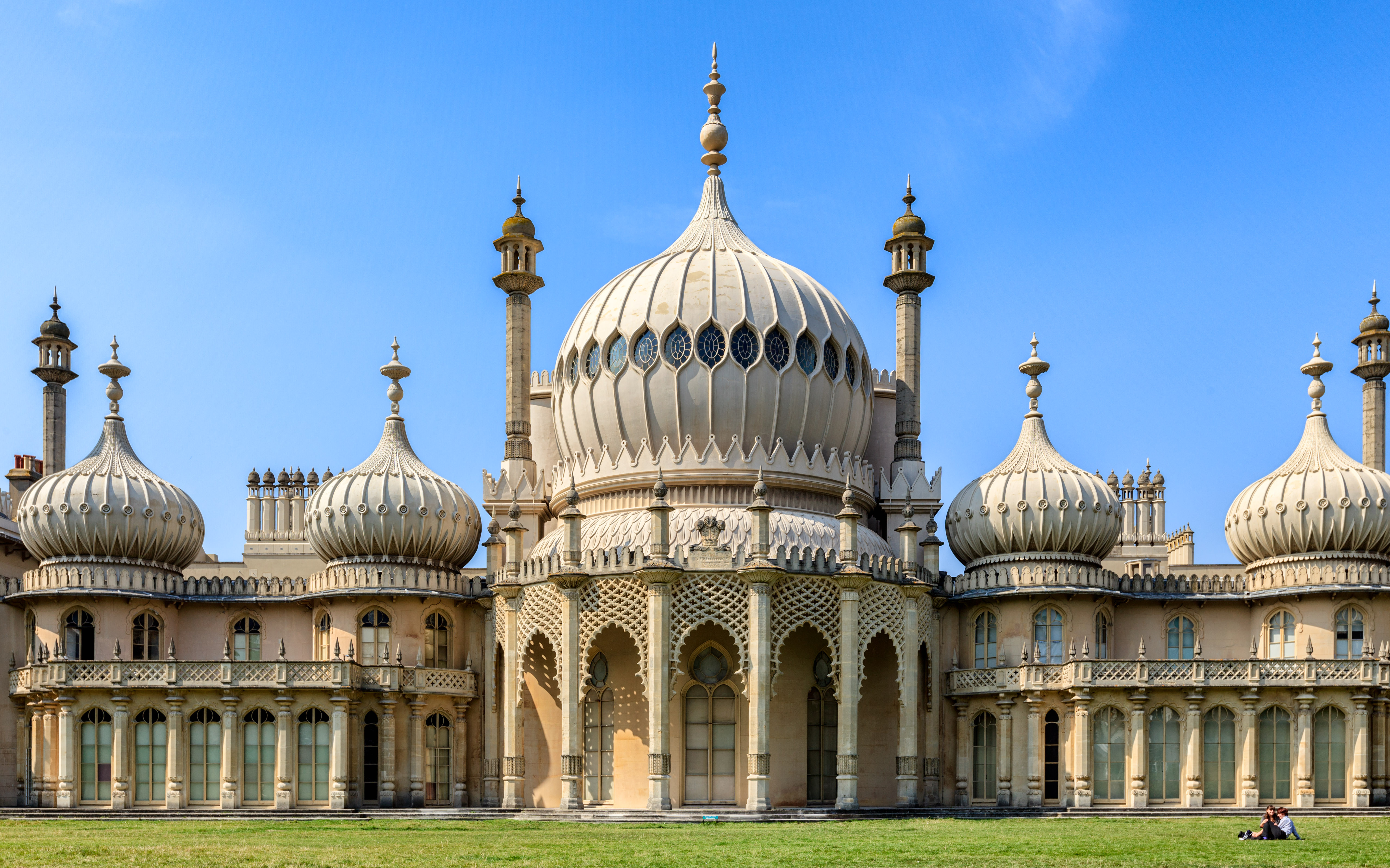
Der 1815–22 errichtete „Royal Pavilion“ in Brighton
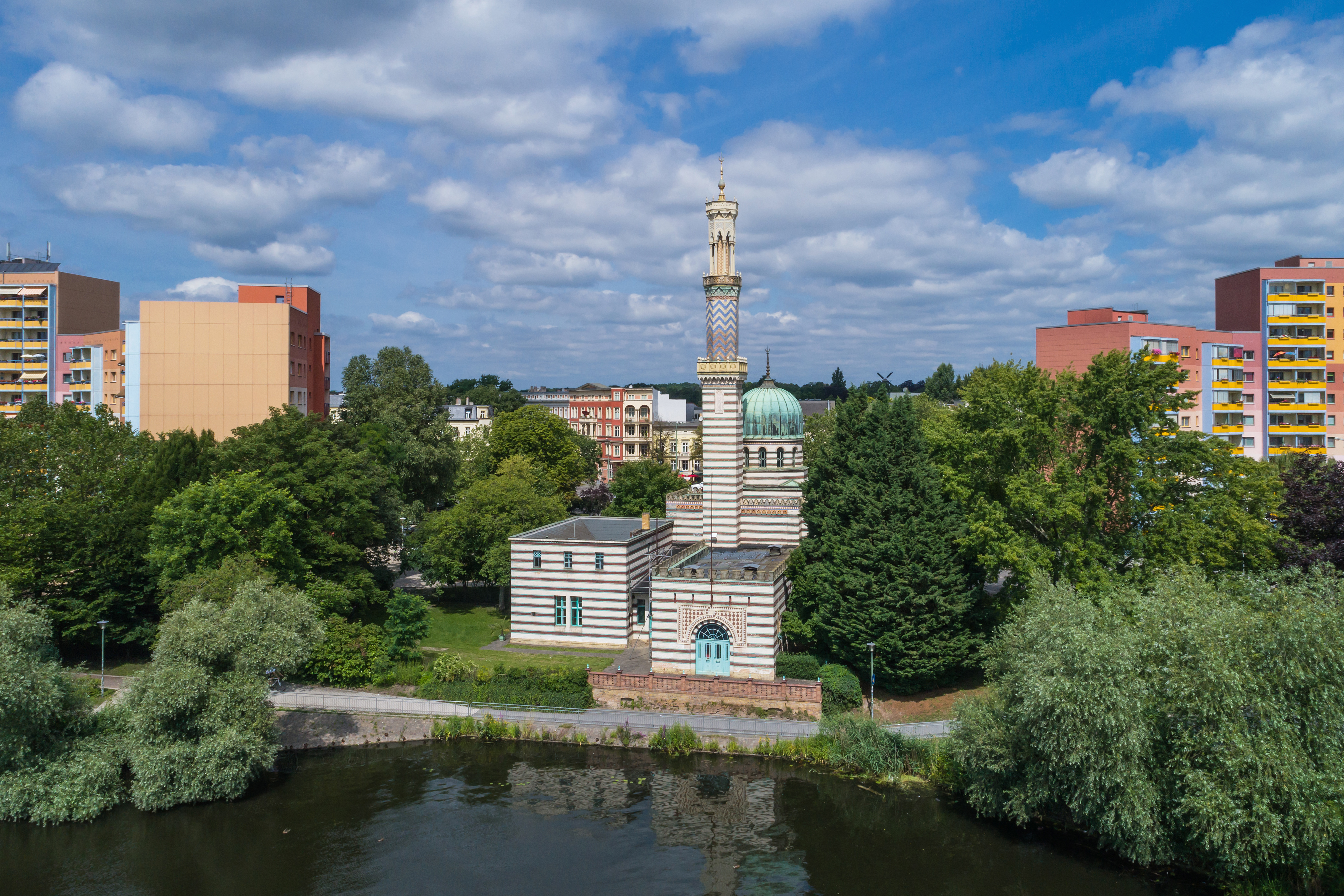
Die Pumpstation für die Große Fontäne im Park Sanssouci wurde „nach Art der türkischen Moscheen mit einem Minarett als Schornstein“ von Ludwig Persius 1841 bis 1843 erbaut.
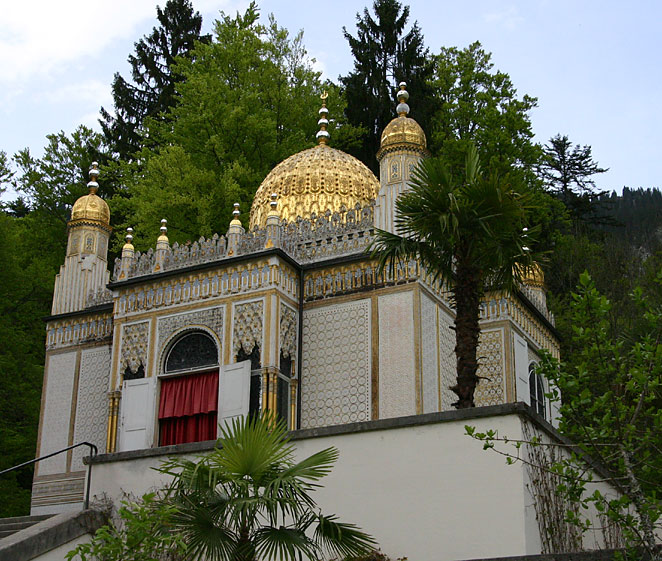
Maurischer Kiosk der Pariser Weltausstellung 1867 im Park von Schloss Linderhof.
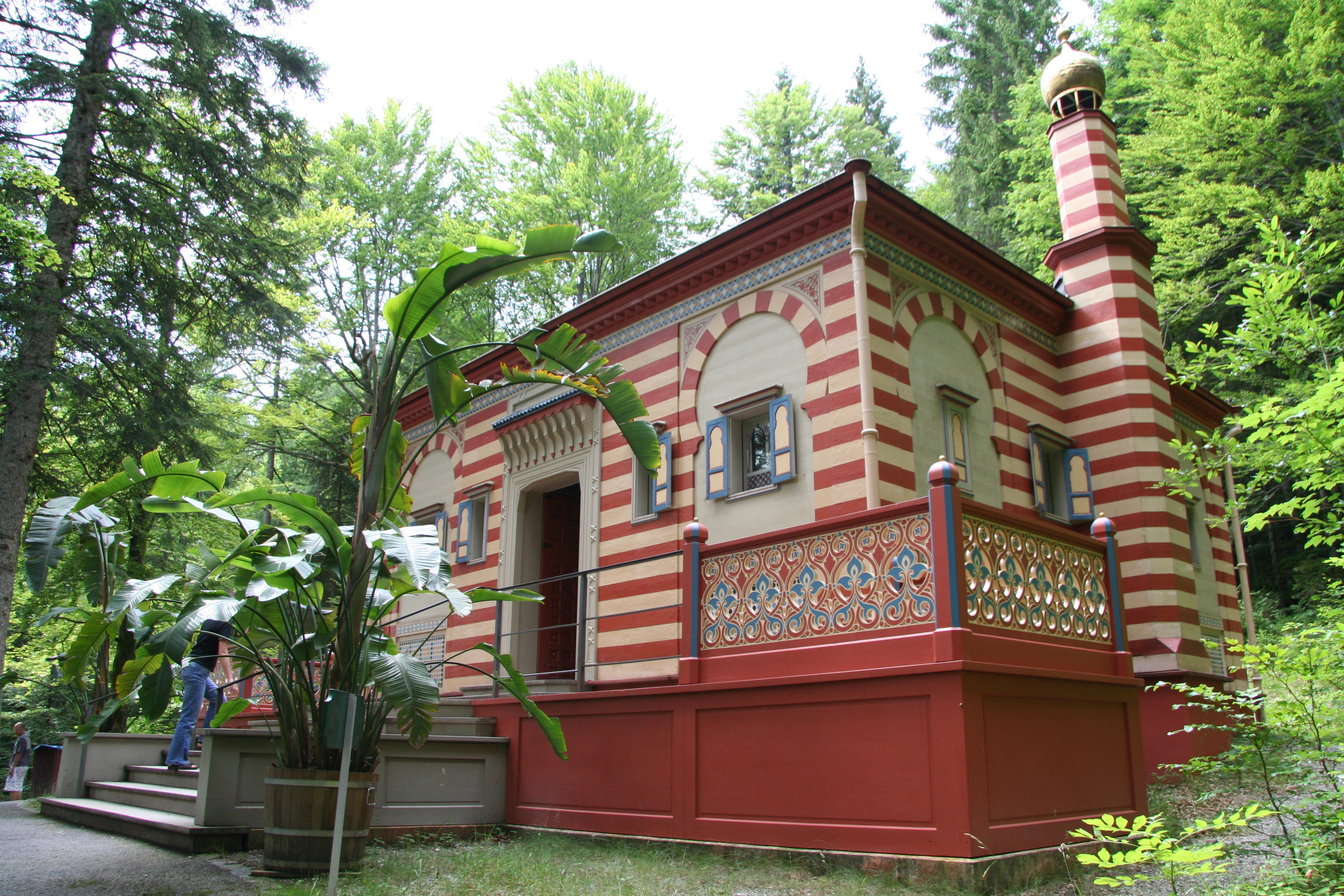
Marokkanisches Haus, im Auftrag von Ludwig II. auf der Pariser Weltausstellung 1878 angekauft und gleichfalls in Linderhof aufgebaut.
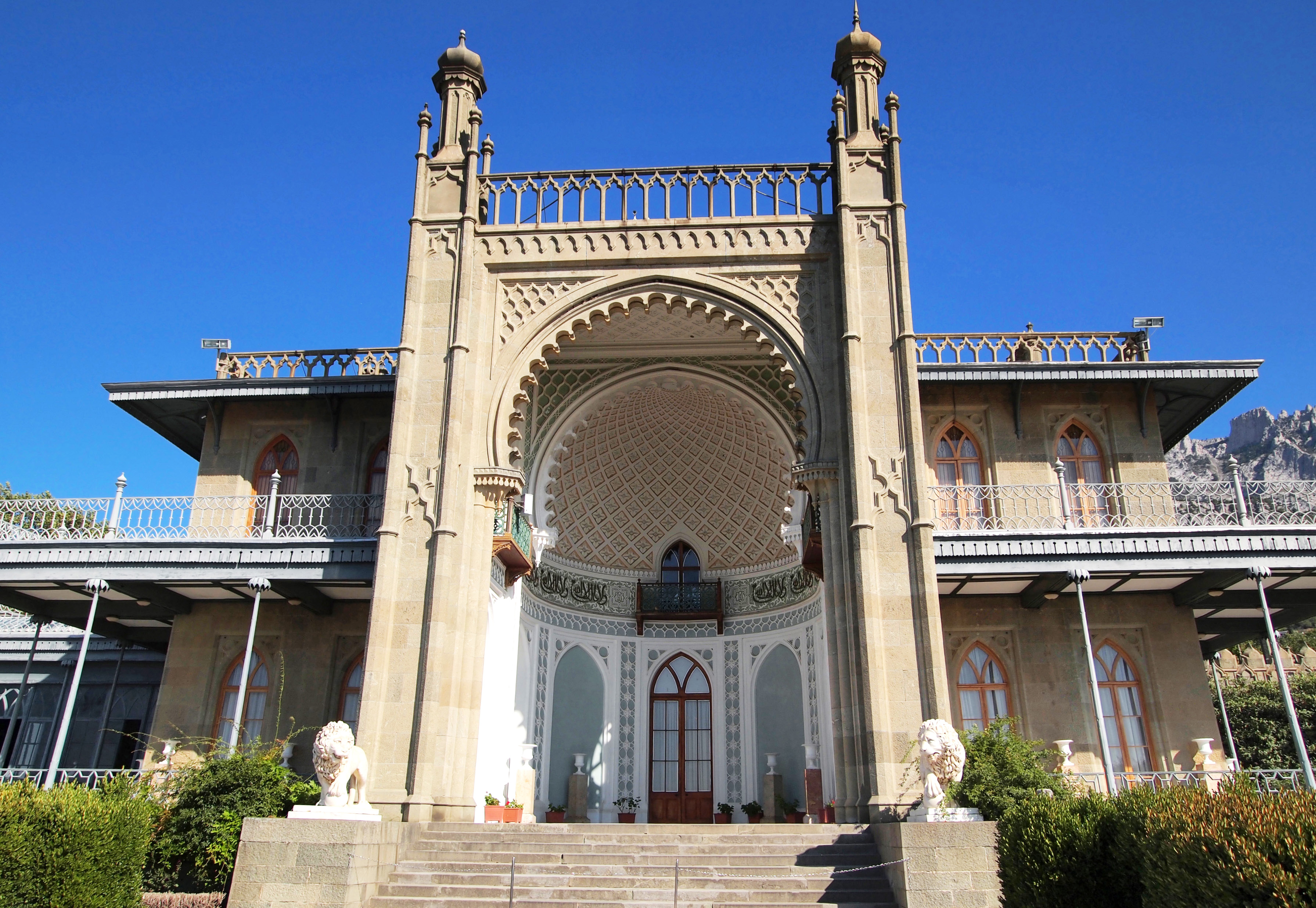
Der 1828–46 errichtete Woronzow-Palast (Alupka) auf der Krim, Südfront
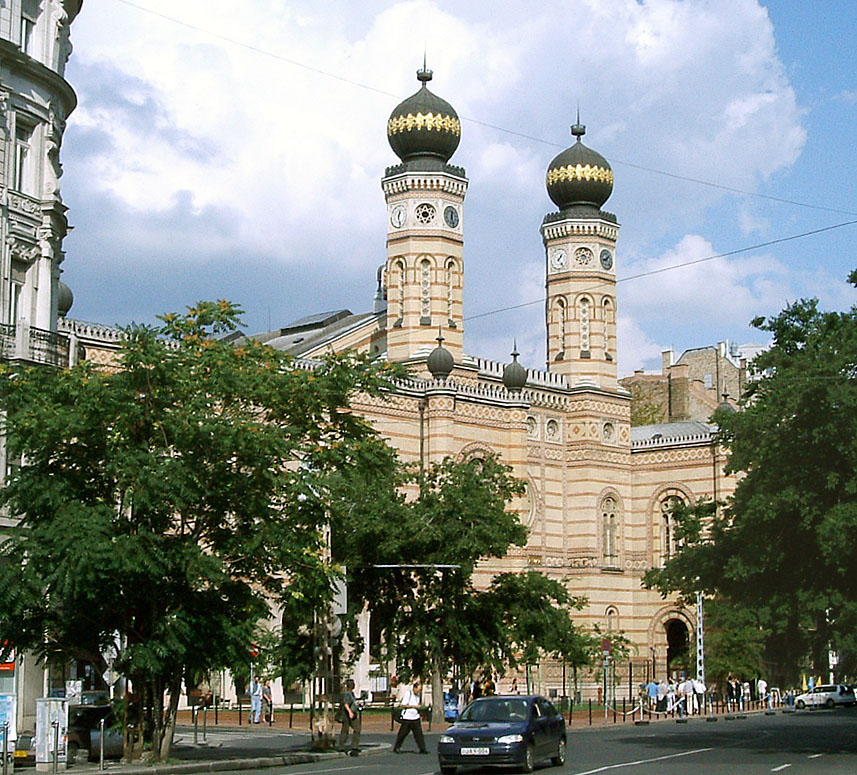
Die Große Synagoge in der Dohány-Straße, Budapest wurde 1859 eingeweiht.
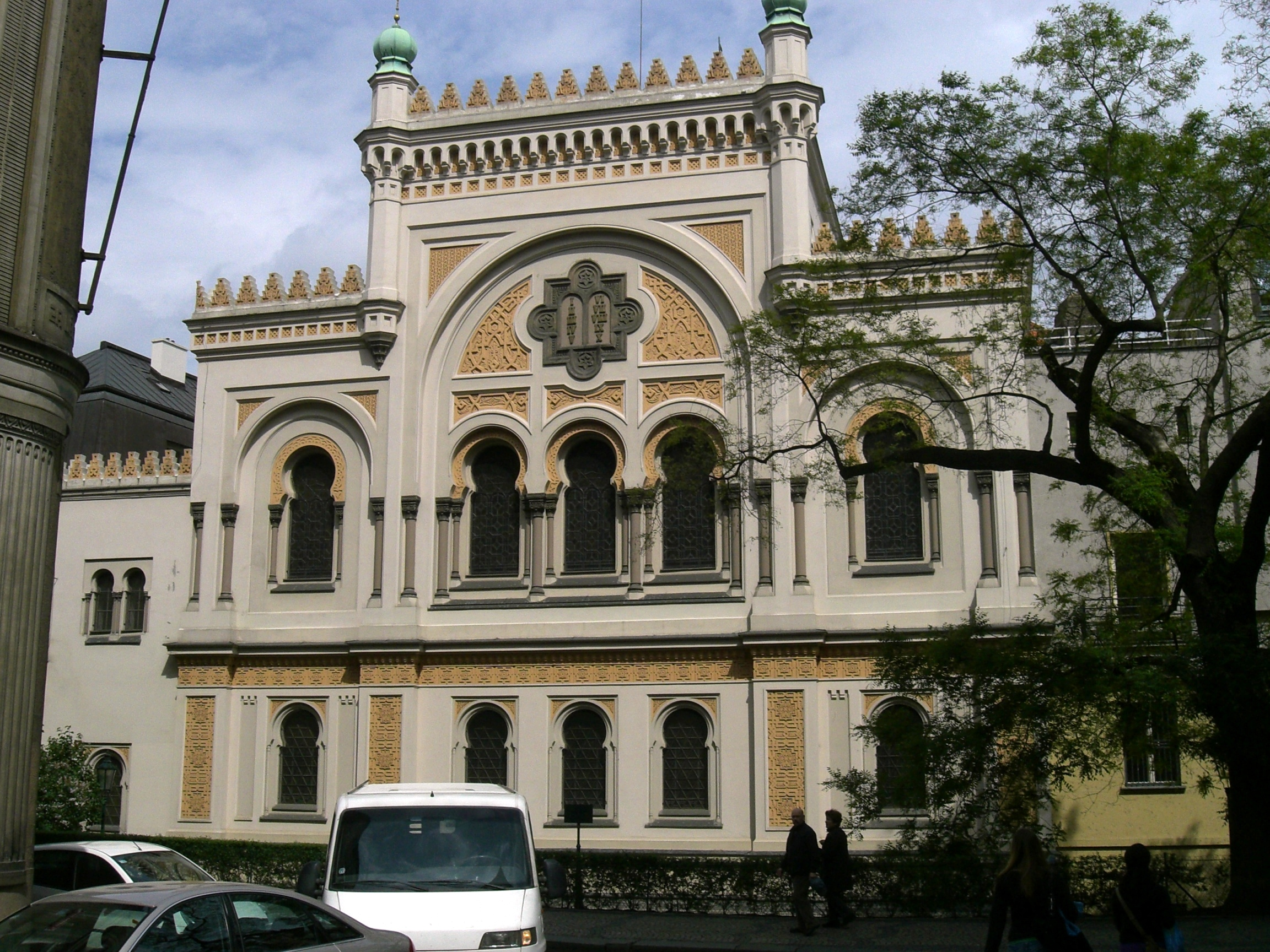
Die Spanische Synagoge in Prag wurde 1882–83 mit reichem ornamentalem Schmuck im maurischen Stil ausgestattet.
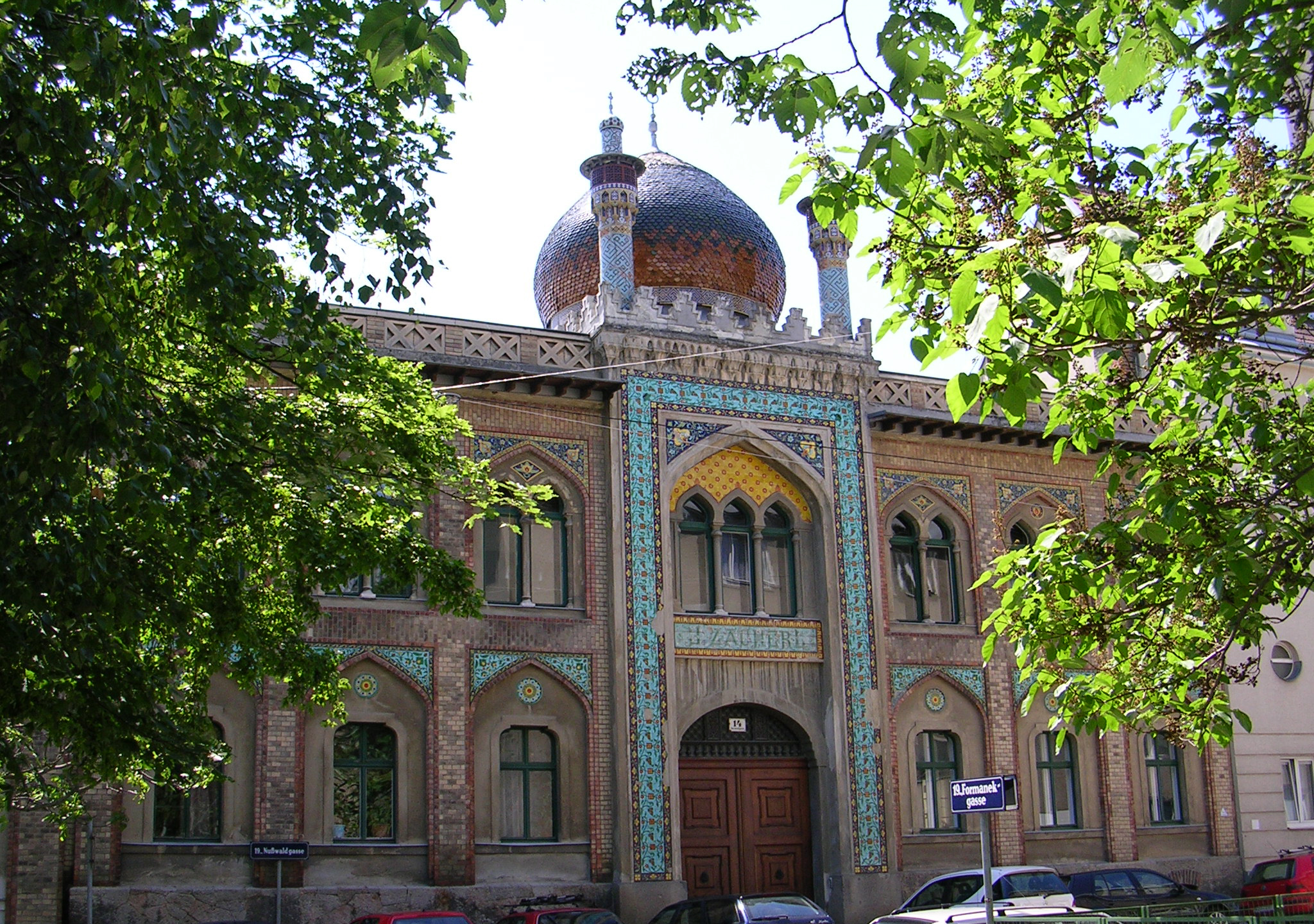
Die Zacherlfabrik in Wien zählt zu den seltenen Beispielen eines kommerziell motivierten orientalisierenden Historismus in der europäischen Architektur (erbaut zwischen 1888 und 1892)
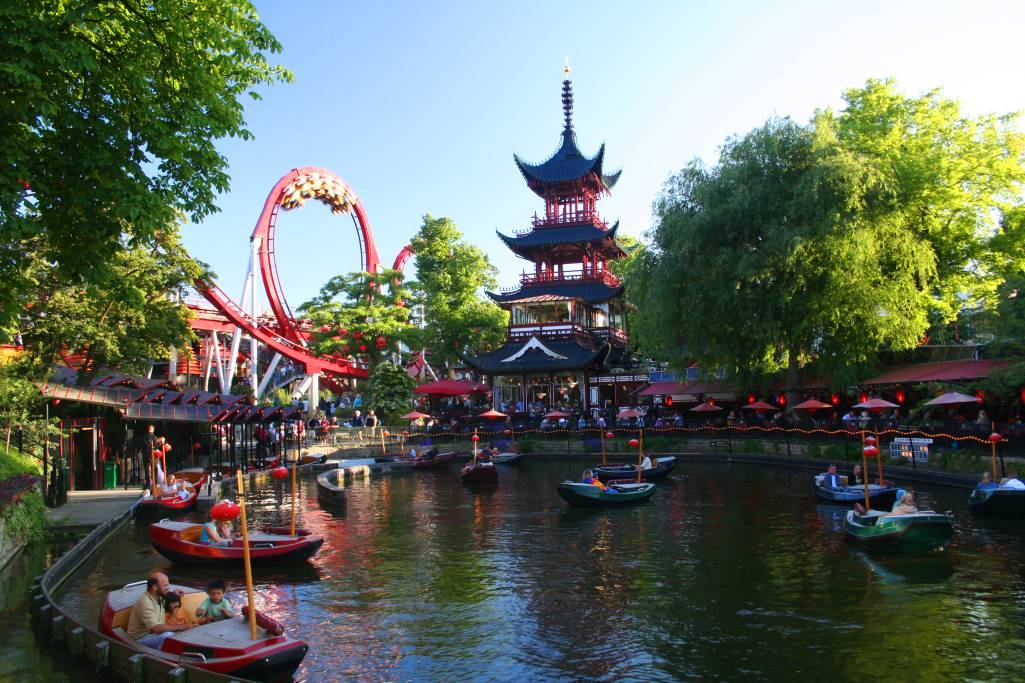
Orientalismus im Vergnügungspark: Pagode im Tivoli in Kopenhagen.
Café Orient war ein gastronomischer Betrieb in Wiesbaden (gebaut 1899, abgerissen 1964)
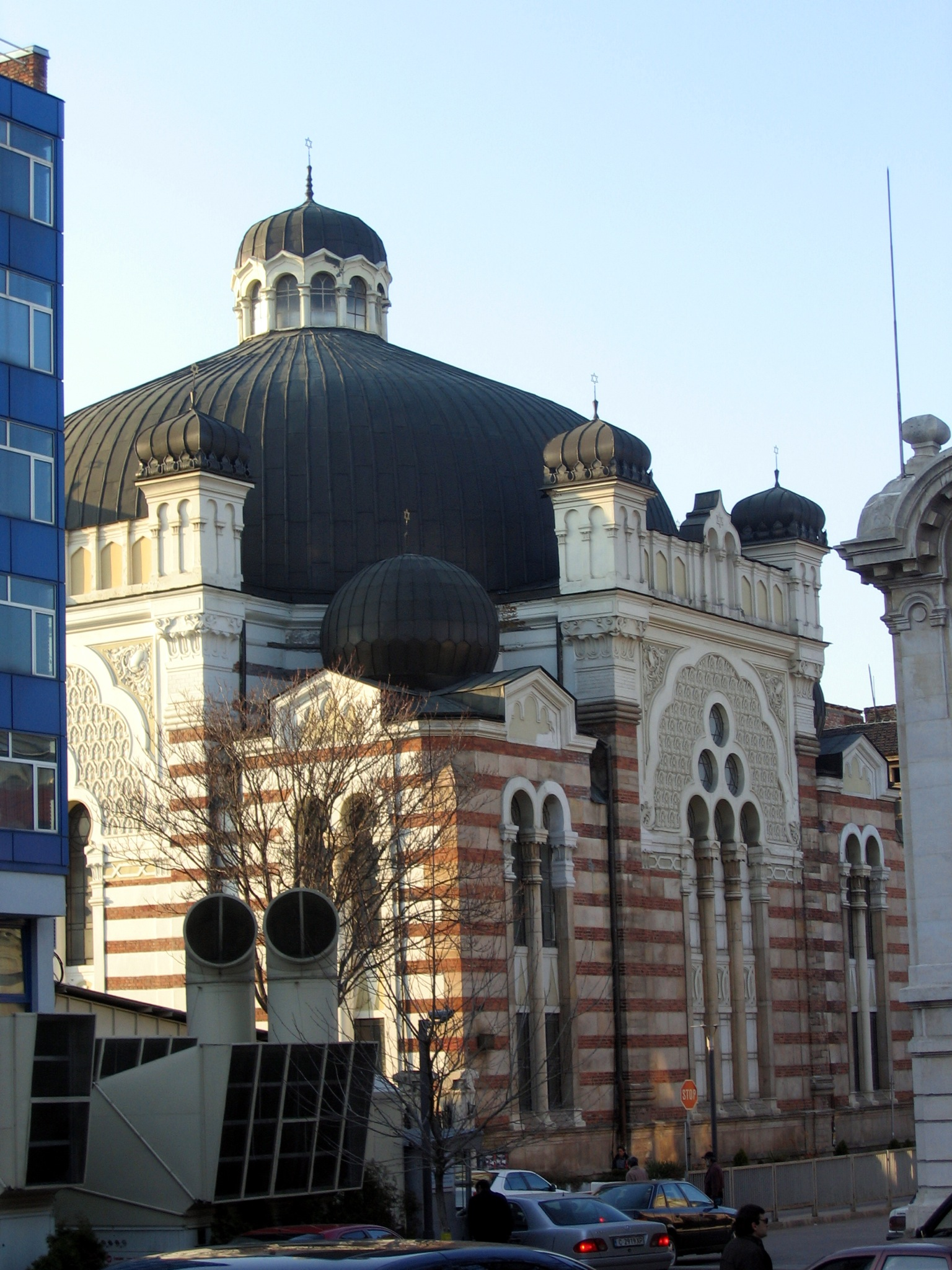
Die Synagoge in Sofia, ein eindrucksvoller orientalisierender Sakralbau, erbaut 1909.
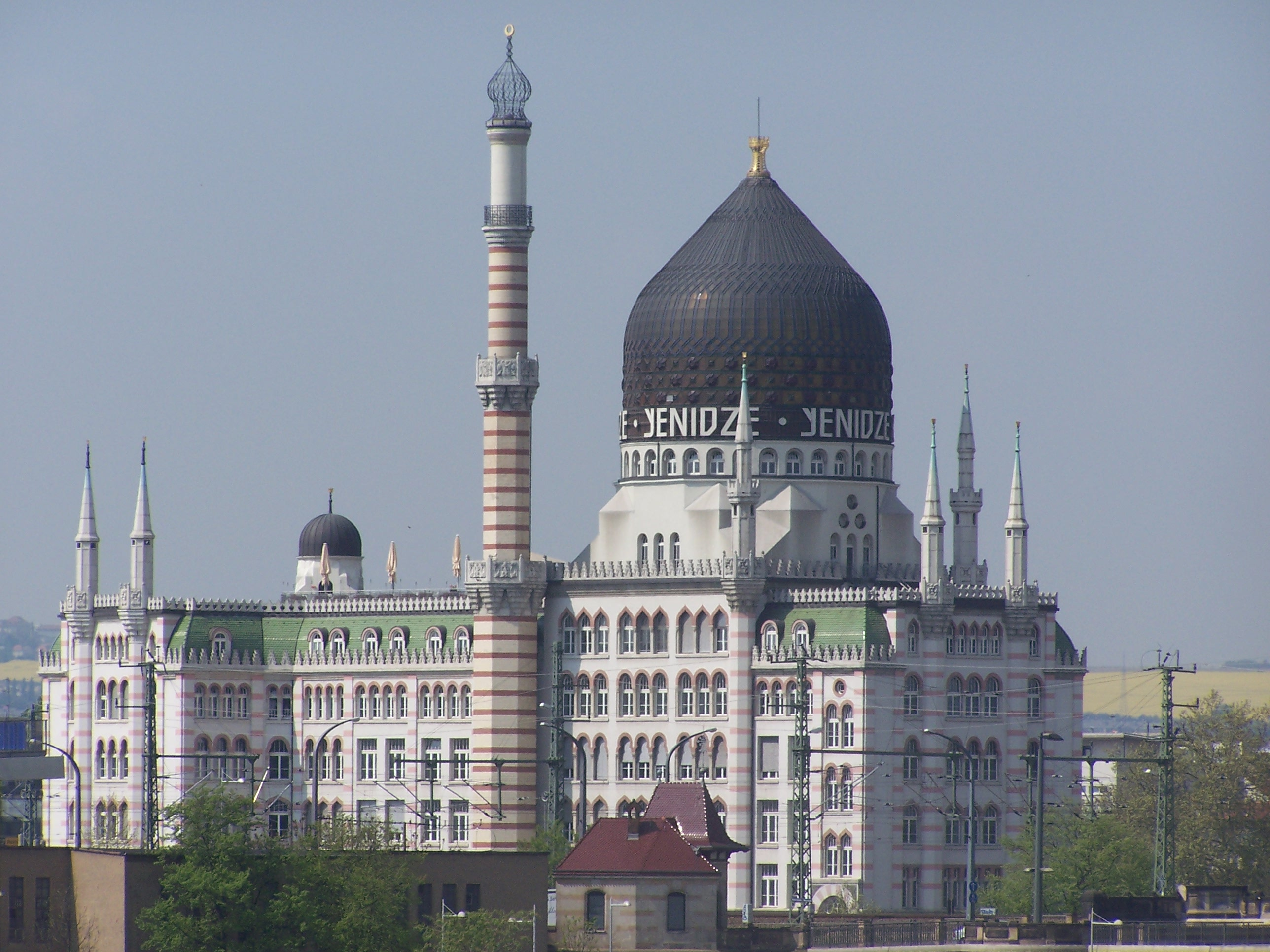
Das ehemalige Fabrikgebäude der Zigarettenfabrik Yenidze (1909) gehört zu den architektonischen Sehenswürdigkeiten der Stadt Dresden.
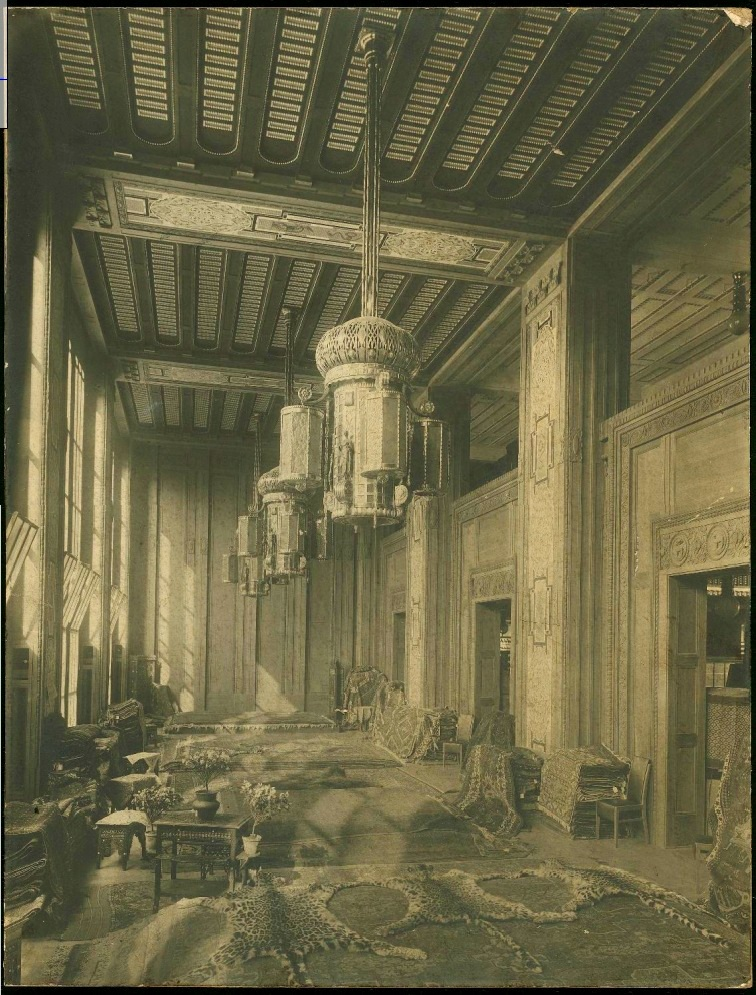
Teppichverkaufsraum im Warenhaus Tietz, Düsseldorf, um 1910
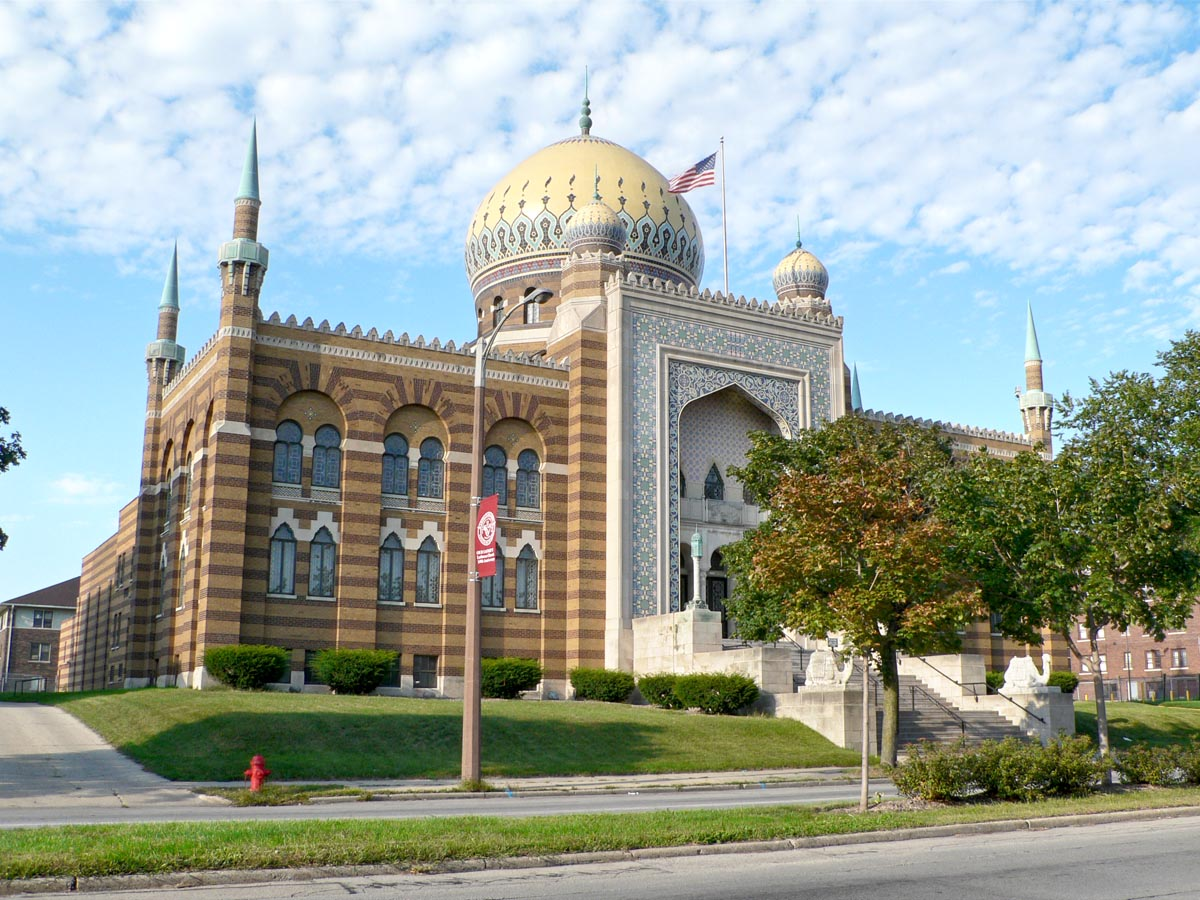
Der Tripoli Shrine Temple (Milwaukee), eröffnet 1928.
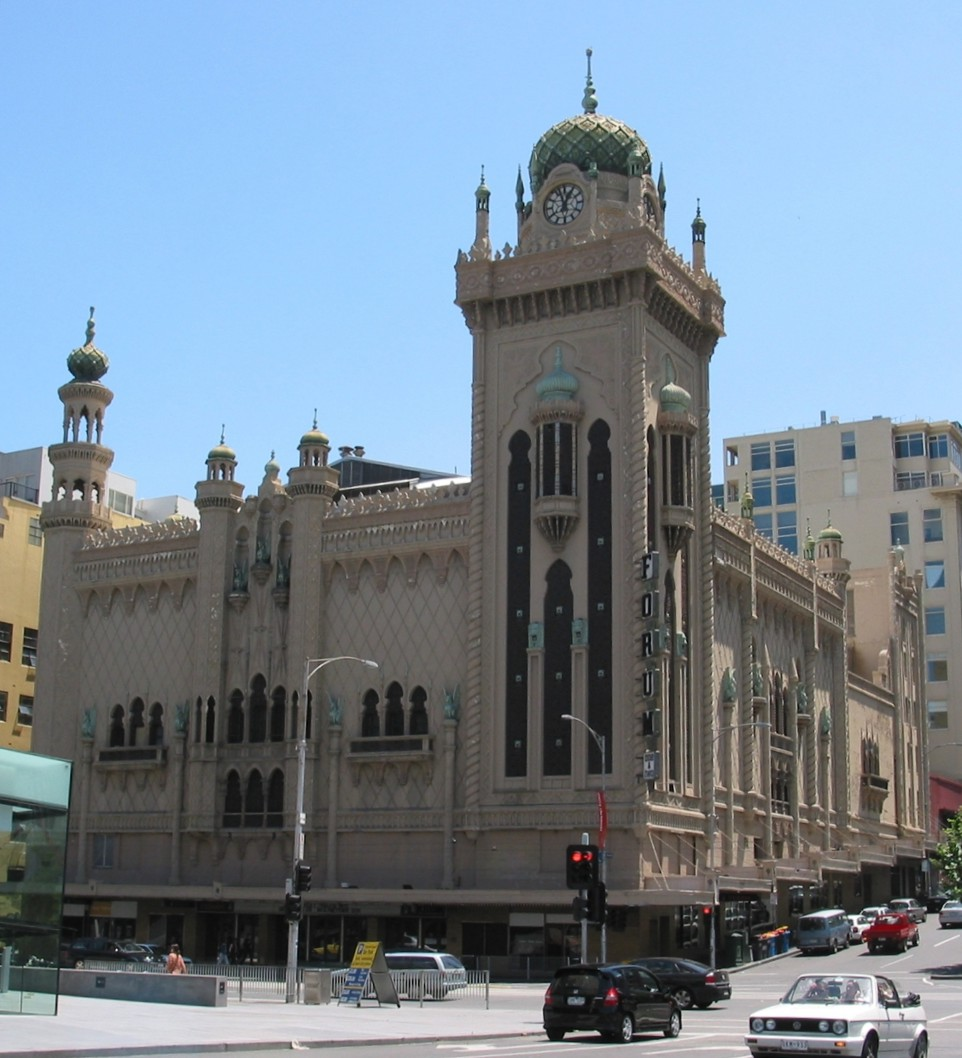
Das Forum Theater im australischen Melbourne (eröffnet 1929)
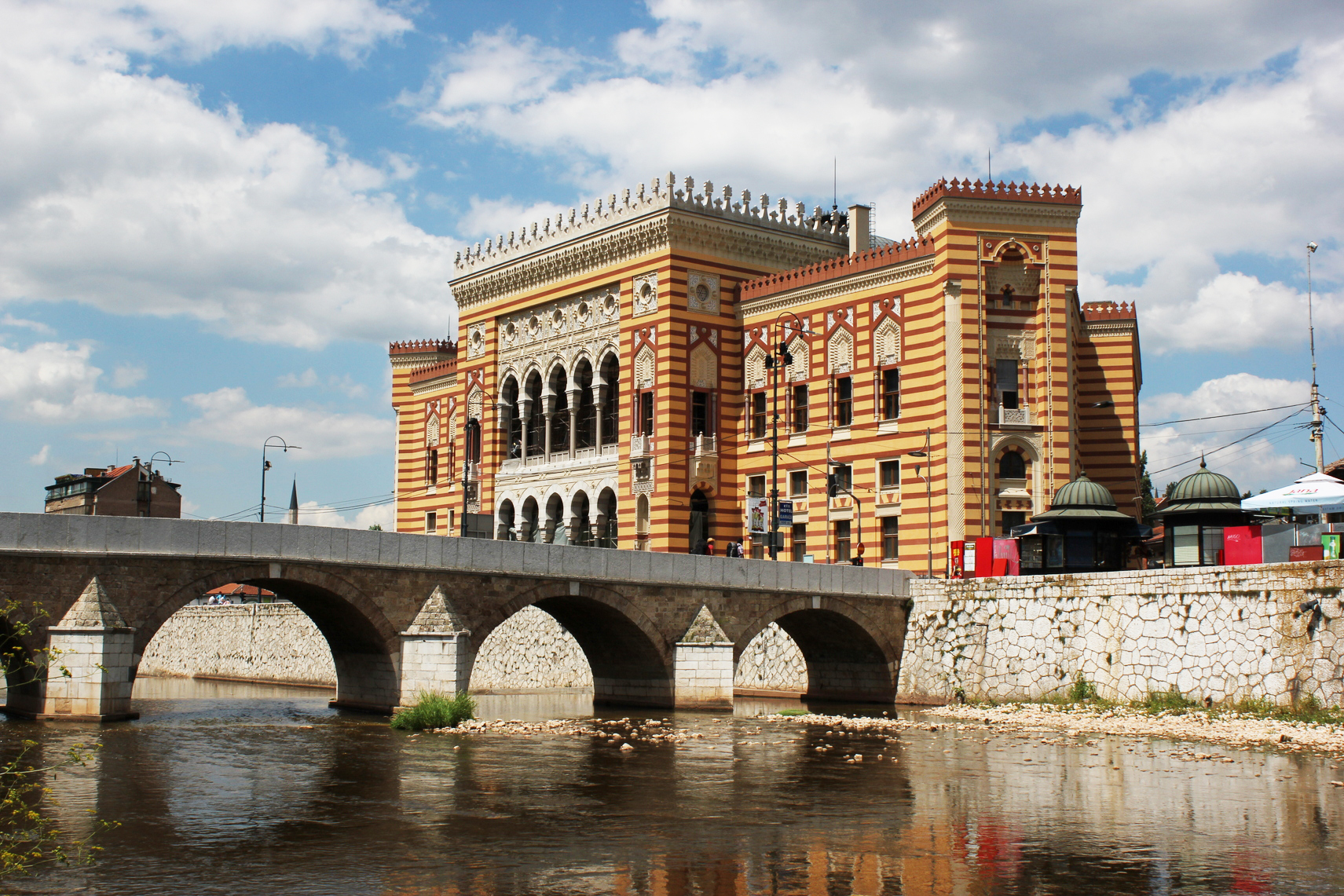
Das ehemalige Rathaus von Sarajevo (erbaut 1892–94), 1992 ausgebrannt, bis 2014 renoviert
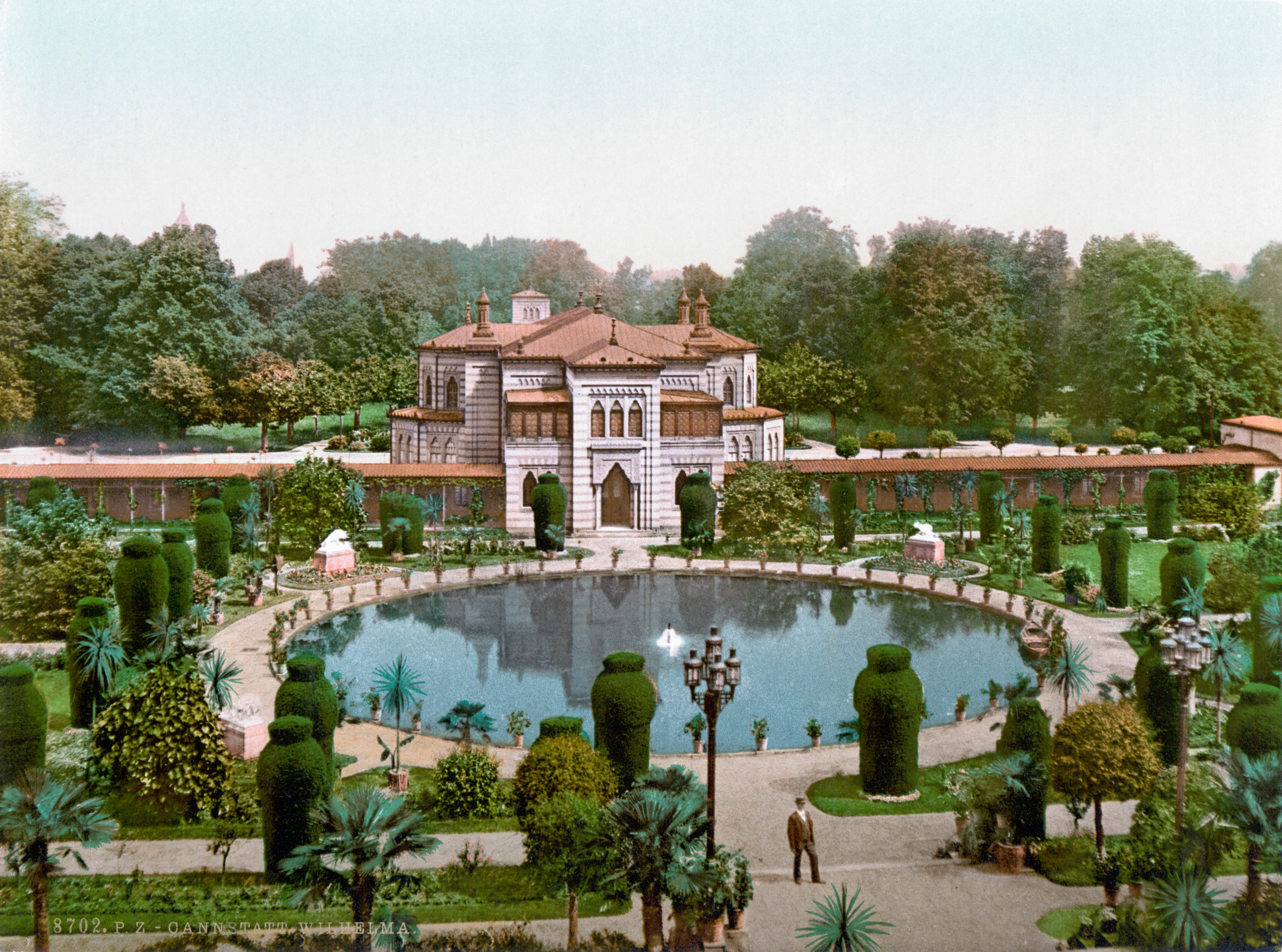
Ehemals königliches Lustschloss in Stuttgart heute Teil des Zoos Wilhelma
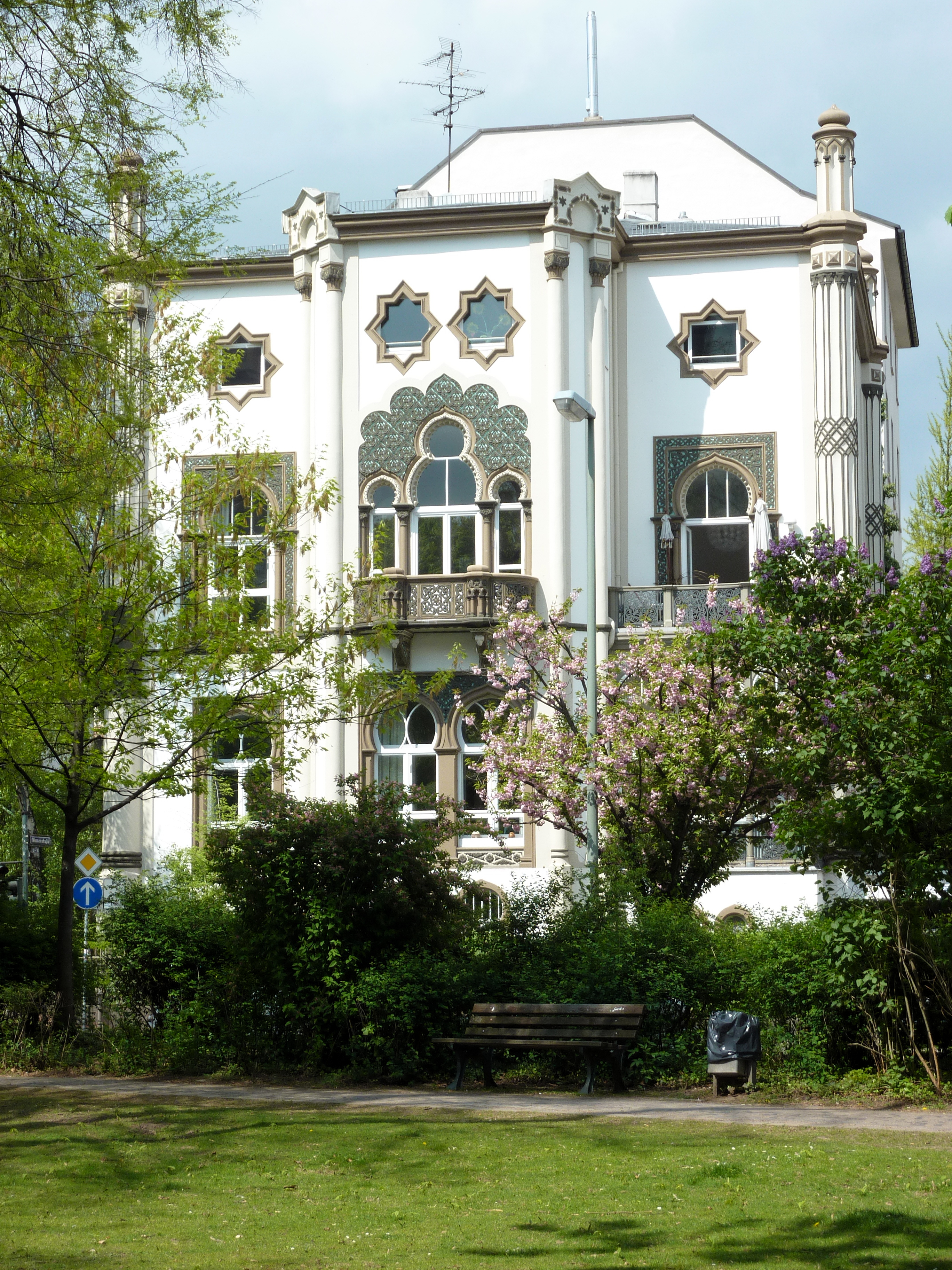
Wohnhaus mit Fassade im maurischen Stil in Frankfurt am Main am Anlagenring
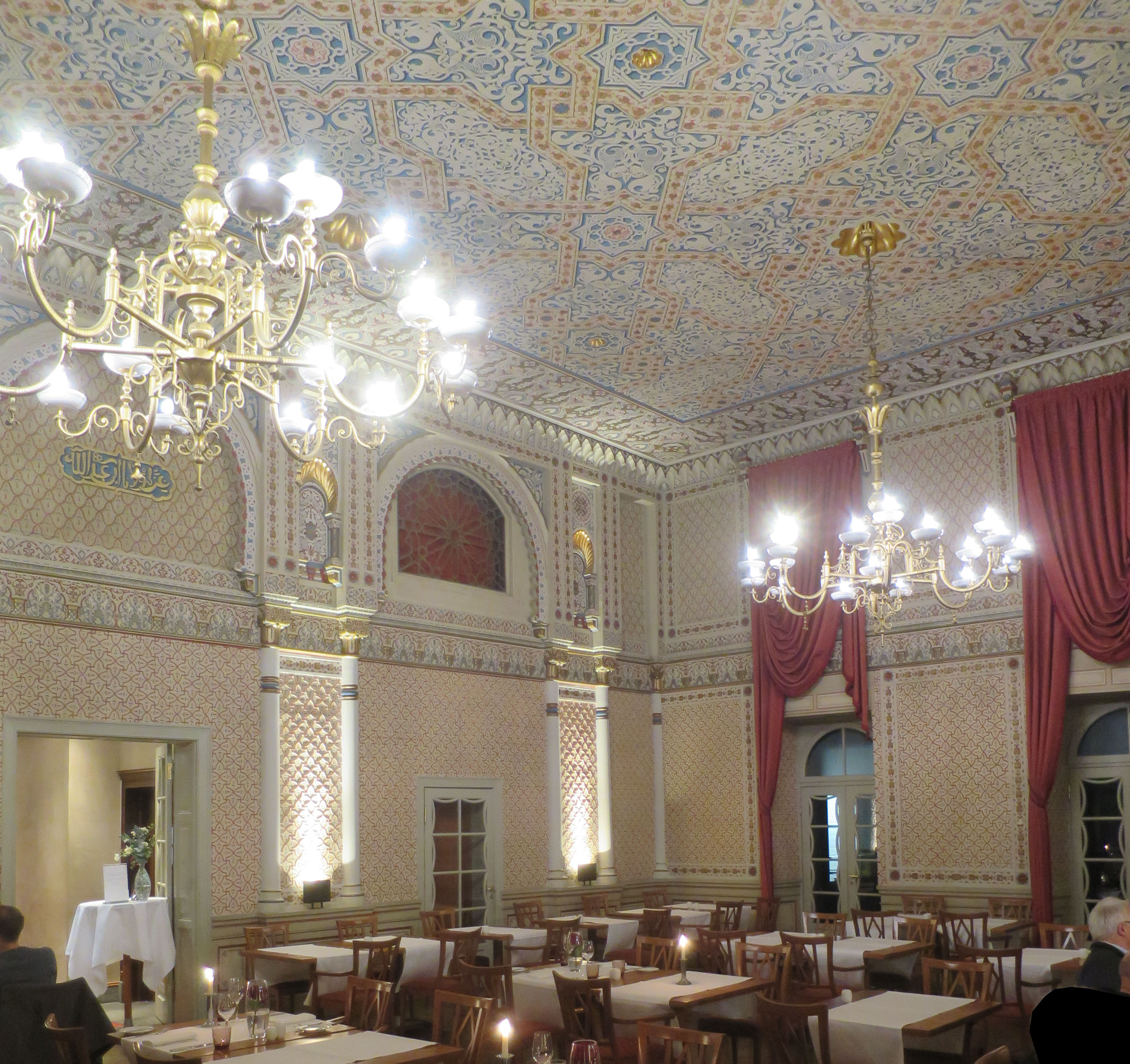
Hotel Halm, Ballsaal, 1887–1889
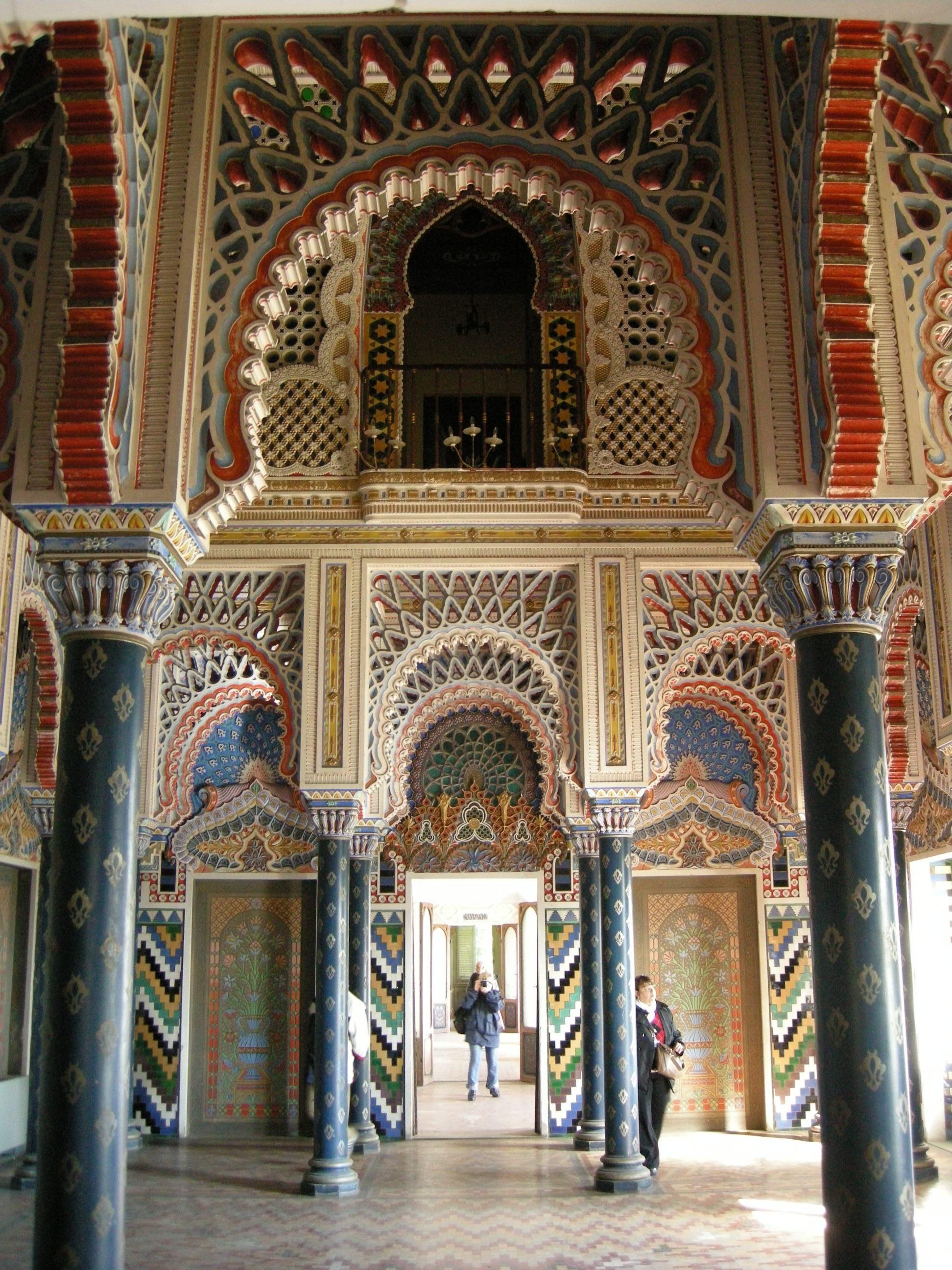
Sala dei gigli (Liliensaal) im Castello di Sammezzano